# Мерджеви
Мерджеви (груз. მერჯევი) — село в Грузии, на территории Сачхерского муниципалитета края (мхаре) Имеретия.

## География
Село находится в центральной части Грузии, к югу от реки Квирилы, на расстоянии 8 километров к юго-востоку от города Сачхере, административного центра муниципалитета. Абсолютная высота — 579 метров над уровнем моря.

## Население
По результатам официальной переписи населения 2014 года, в Мерджеви проживало 1449 человек (716 мужчин и 733 женщины). В национальной структуре населения грузины составляли 100 %.
| Год  | Население, человек |
| ---- | ------------------ |
| 2002 | 1834               |
| 2014 | ↘ 1449             |